# Grażyna Tyszko
Grażyna Alicja Tyszko z domu Medyńska (ur. 25 kwietnia 1949 w Pabianicach) – polska polityk, laborantka, rolnik, przedsiębiorca, posłanka na Sejm V kadencji.

## Życiorys
W 1968 ukończyła Zasadniczą Szkołę Chemiczną. Pracowała jako laborantka. Od 1971 prowadziła indywidualne gospodarstwo rolne o powierzchni 3 ha w Piątkowisku oraz firmę handlową. W latach 1980–1984 zasiadała w Miejskiej Radzie Narodowej w Łodzi.
W 1992 była współzałożycielką łódzkich struktur ZZR „Samoobrona” oraz partii Przymierze Samoobrona (działającej następnie pod nazwą Samoobrona Rzeczpospolitej Polskiej). Bez powodzenia kandydowała jej do Sejmu z listy utworzonego przez tę partię komitetu Samoobrona – Leppera w wyborach parlamentarnych w 1993 w województwie łódzkim (otrzymała 1308 głosów). W wyborach w 2005 z listy tego ugrupowania uzyskała mandat poselski na Sejm V kadencji z okręgu sieradzkiego liczbą 10 981 głosów. Zasiadała w Komisji Spraw Zagranicznych, Komisji Samorządu Terytorialnego i Polityki Regionalnej oraz w Komisji Rolnictwa i Rozwoju Wsi. 
W lipcu 2007 weszła do prezydium partii. W przedterminowych wyborach parlamentarnych w 2007 bez powodzenia ubiegała się o reelekcję (uzyskała 1905 głosów). Po wyborach odeszła z Samoobrony RP i wycofała się z działalności politycznej.

## Życie prywatne
Jest mężatką, ma troje dzieci.